# Lac Kipawa
Der Lac Kipawa ist ein See in der Verwaltungsregion Abitibi-Témiscamingue im Westen der kanadischen Provinz Québec.
Der Lac Kipawa hat eine Fläche von 284 km². Hauptzufluss ist der Rivière Kipawa. Dieser bildet auch den natürlichen Abfluss am nordwestlichen Seeende. Der Abfluss des Rivière Kipawa bei Laniel wird über den Laniel-Staudamm reguliert. Der 1911 errichtete Kipawa-Staudamm bei Kipawa ermöglicht einen weiteren Abfluss des Sees. Über den Ruisseau Gordon fließt ein kleiner Teil des Wassers des Lac Kipawa direkt dem Ottawa River unterhalb des Lac Témiscamingue zu. Der Speicherraum des abflussregulierten Sees beträgt 673 Mio. m³.
Es gibt Pläne für ein Wasserkraftwerk, welches die Höhendifferenz zwischen Lac Kipawa und Lac Témiscamingue ausnutzt. Dabei würde das Wasser umgeleitet und dem Unterlauf des Rivière Kipawa fehlen.